# Extra Ecclesiam nulla salus
"Extra Ecclesiam nulla salus" pomeni, da "Zunaj Cerkve ni zveličanja". 

## Opredelitev
Katekizem katoliške Cerkve iz 1997 razlaga, da "vse zveličanje prihaja od Kristusa-Glave prek Cerkve, ki je njegovo (skrivnostno) telo."